# تشارلز إدوارد سيمز
تشارلز إدوارد سيمز (بالإنجليزية: Charles Edward Sims)‏ هو أمين مكتبة أمريكي، ولد في 4 مايو 1925، وتوفي في 8 أغسطس 1983.